# Wanda (pel·lícula)
Wanda és una pel·lícula independent estatunidenca del 1970 escrita i dirigida per Barbara Loden, que també interpreta el paper principal. Ambientada a la regió carbonífera d'antracita de l'est de Pennsilvània, la pel·lícula se centra en una dona apàtica amb opcions limitades que, sense voler, fuig amb un lladre de bancs.
Inspirada pels seus propis sentiments passats de falta de rumb, així com per un article de diari que detallava la participació d'una dona en un robatori a un banc, Loden va escriure el guió de Wanda abans d'aconseguir finançament a través de Harry Shuster, un productor de Los Angeles. La pel·lícula es va rodar in situ amb un petit equip d'unes set persones, principalment a l'est de Pennsilvània i Connecticut, i gran part del diàleg i el rodatge van ser improvisats, ja que Loden només es referia vagament al guió.
Wanda va ser escollida per al 31a Mostra Internacional de Cinema de Venècia, on va guanyar el premi Pasinetti a la millor pel·lícula estrangera. Una versió restaurada de la pel·lícula es va projectar fora de competició a la 67a Mostra Internacional de Cinema de Venècia el 2010. El 2017, la pel·lícula va ser seleccionada per a la seva conservació al National Film Registry de la Biblioteca del Congrés dels Estats Units per ser "culturalment, històricament o estèticament significativa".

## Argument
Wanda Goronski, una mestressa de casa infeliç a l'est rural de Pennsilvània, es queda al sofà de la seva germana després de deixar el seu marit. Passejant per un camp de carbó i fent un passeig, es presenta tard a un tribunal de divorci, renuncia als seus drets sobre els seus fills i concedeix el divorci al seu marit.
Després de ser acomiadada de la seva feina en una fàbrica de costura, Wanda fuig amb un home amb qui té una aventura d'una nit, només perquè ell l'abandoni en una gelateria. Gairebé sense diners, Wanda fa una migdiada en una sala de cinema, on la roben mentre dorm. Anant a un bar a utilitzar el lavabo, s'aferra desesperadament a un home gran que creu que és el cambrer. L'home, Norman Dennis, és un criminal en procés de robatori al bar. Incapaç de desfer-se de Wanda, la porta amb ell a córrer. Fins i tot després de conèixer els detalls del seu estil de vida, Wanda decideix quedar-se amb Norman, a qui ella anomena "el senyor Dennis".
Wanda passa una estona a la carretera amb Norman, i ell es torna abusiu físicament i emocionalment amb ella. L'envia a comprar roba nova a un centre comercial mentre ell roba els cotxes a l'aparcament. Posteriorment visiten el parc temàtic de Holy Land USA, on Norman coneix el seu pare cristià evangèlic, a qui mostra cortesia i respecte. Després, Norman convenç a Wanda perquè sigui el seu vigilant per a un segrest i un robatori a un banc. El robatori surt malament, i Norman és assassinat a trets al vestíbul. Wanda arriba tard i observa des del carrer com la policia baixa i els espectadors observen l'escena.
Una altra vegada sola, la Wanda va amb un home que intenta agredir-la sexualment. Ella s'escapa i corre pel bosc. A la nit, Wanda arriba a una caravana del bosc, on uns estranys li subministren menjar, alcohol i cigarrets.

## Repartiment
- Barbara Loden com a Wanda Goronski
- Michael Higgins com a Norman Dennis
- Frank Jourdano com El soldat
- Valerie Manches com La noia de la casa de la carretera
- Dorothy Shupenes com a germana de Wanda
- Peter Shupenes com el cunyat de Wanda
- Jerome Thier com el marit de Wanda
- Marian Thier com a Miss Godek
- Anthony Rotell com a Tony
- M. L. Kennedy com a jutge

## Producció

### Concepte
Loden va dir que la pel·lícula era semi-autobiogràfica i que es va inspirar per escriure-la després de llegir un informe d'un diari que una dona havia agraït a un jutge després que aquest la condemnés a 20 anys de presó per la seva participació en un robatori a un banc. El seu marit Elia Kazan afirmava haver va escriure el guió inicial i després Loden "el va reescriure moltes vegades, i es va convertir en seu."
Segons Loden, el personatge de Wanda es va "crear a partir d'ella mateixa". En una entrevista de 1971, va dir: "Es va basar en la meva pròpia personalitat. ..Una mena de passiu, rodamon, passant d'una persona a l'altra, sense cap direcció —jo vaig passar molts anys de la meva vida així i vaig sentir que... bé, crec que molta gent és així. no només les dones, sinó també els homes. No saben per què existeixen." En elaborar la relació entre Wanda i Norman, Loden va evitar integrar qualsevol romanç legítim entre els personatges, ja que considerava que no era realista. La submissió total de Wanda a Norman també es va inspirar en part en un llibre de no ficció que Loden havia llegit sobre l'educació de diverses prostitutes, una de les quals va explicar haver trobat alegria en la severa prepotència de la seva mare adoptiva, ja que va ser "la primera persona que va dir [li] què havia de fer. Ho va apreciar, tot i que la dona era dolenta".

### Rodatge
"No veig com ningú pot predeterminar com sortirà la seva pel·lícula, o per què algú voldria, perquè és una cosa creativa que canvia cada dia, i canvies cada dia mentre hi treballes .Comences a fer una pel·lícula, i quan l'acabis seràs una persona diferent."
La pel·lícula es va rodar en 16 mm, amb un pressupost d'aproximadament 100.000 dòlars amb un equip de quatre persones: Loden, el director de fotografia Nicholas Proferes, que també va editar la pel·lícula, Lars Hedman fent il·luminació i so, i l'assistent de producció Christopher Cromin. Loden i Michael Higgins van ser els dos únics actors professionals de la producció i la majoria de les seves escenes van ser el resultat de la improvisació. Loden va recordar la logística de la producció va ser difícil, i va dir que va acabar "utilitzant els [actors] tal com eren" i va deixar de referir-se al guió poc després de començar. Loden va treballar per a la unió, i els vestitss d'Higgins provenien de les descartades de Kazan. Loden va dir que l'estil visual de la pel·lícula es va inspirar en diverses pel·lícules d'Andy Warhol.
La pel·lícula va ser finançada per Harry Shuster, que va formar Bardene International Films específicament per distribuir-la. Shuster tenia un terç d’interès per la pel·lícula; els altres dos terços els tenien Loden, Kazan i la Foundation for Filmmakers sense ànim de lucre de l'advocat Milton Kazan. Qualsevol benefici després de la recuperació que va anar a la fundació s'havia d'invertir en un fons per finançar futures pel·lícules.
Inicialment prevista per ser ambientada al sud, l'alt cost del rodatge allà i la necessitat de la producció d'estar a prop de les cases de processament de pel·lícules de la ciutat de Nova York van provocar un canvi a les regions mineres de carbó de Pennsilvània. El rodatge de localització va tenir lloc a la tardor de 1969 a Scranton (Pennsilvània), Carbondale (Pennsilvània) i Waterbury (Connecticut). Alguns dels intèrprets de la pel·lícula no eren actors i se'ls va demanar arbitràriament que participessin en la pel·lícula; entre aquests hi ha l'home amb qui parla Wanda a la seqüència d'obertura de la pel·lícula al camp de carbó, així com l'actor que representa el pare de Norman, a qui Loden i Proferes van convidar a interpretar el paper després de trobar-lo en una residència de jubilats a Carbondale. L'escena final es va filmar en un roadhouse real a Sandy Hook (Connecticut). Loden va filmar un final alternatiu en la qual Wanda és abordada per la policia a la caseta, però finalment va considerar que era "massa cursi" i va optar per concloure la pel·lícula amb una Wanda estúpida regalada pels clients de la taverna.
La postproducció de Wanda es va produir a casa de Loden.

## Llançament
Wanda es va estrenar a la 31a Mostra Internacional de Cinema de Venècia, on va ser l'única entrada nord-americana i va guanyar el Premi Internacional de la Crítica a la Millor Pel·lícula. També es va exhibir al Festival de Cinema de Londres i al Festival de Cinema de San Francisco.

### Restauració
L'any 2007, el laboratori de cinema i vídeo de Hollywood a Los Angeles va tancar formalment i va començar a purgar elements de la pel·lícula del seu arxiu que datava dels anys 50. Els elements originals de pel·lícula Kodak Ektachrome ECB de 16 mm de Wanda van ser descoberts durant aquesta purga, i posteriorment adquirits per l'UCLA Film & Television Archive, salvant-los de ser eliminats en un abocador. Els elements de la pel·lícula es van restaurar, i la pel·lícula es va projectar posteriorment al Museum of Modern Art el 2010.
L'agost de 2018, la pel·lícula es va tornar a estrenar als cinemes a Los Angeles.

### Mitjans domèstics
Wanda es va publicar en DVD l'any 2006 per Parlor Pictures. El desembre de 2018 The Criterion Collection va anunciar que estrenava la pel·lícula en Blu-ray i DVD el 19 de març de 2019.

## Recepció i llegat
Segons el record de Loden, els crítics europeus que van veure la pel·lícula a l'estrena del Festival de Venècia la van interpretar com una declaració política sobre la naturalesa existencial de la vida americana, que ella va refutar. Els crítics Judith Crist, Kathleen Carroll i Pauline Kael van escriure de manera desfavorable la pel·lícula, explicada per Loden perquè no els agradava el protagonista per ser "mut i estúpid, i totes les coses que la gent solia dir sobre mi... crec que estan gelosos, de veritat.. Eren tan cruels que va passar del seu deure."
Quan es va estrenar als cines estatunidencs el 1971, el New York Daily News va atorgar a la pel·lícula dues estrelles i mitja de quatre, assenyalant a Wanda com un personatge "agudament gravat", però va concloure que la pel·lícula " segueix sent un punt més aviat inútil, perquè mai no hi ha cap dubte que Wanda acabarà el seu viatge de cap lloc a enlloc." Jean Dietrich del Courier-Journal de Louisville va elogiar la pel·lícula per la seva representació dels seus personatges, i va escriure: "Wanda és un perdedor clàssic, desfavorida i poc intel·ligent, que, en la seva desesperança, es dedica a la prostitució. L'actuació de la senyoreta Loden d'aquesta patètica criatura em quedarà, crec, per sempre... res és més depressiu que vides buides i atrofiades, i la senyoreta Loden mostra una preocupació sincera en gravar-les amb tanta honestedat."
Stanley Kauffmann de The New Republic va anomenar Wanda "una petita i bona obra d'art".
John Crittenden deThe Hackensack Record va elogiar l'actuació de Loden, però va considerar que la pel·lícula no tindria ressò entre molts espectadors de cinema estatunidencs: "Assegut a judici del personatge, com el públic és apte per fer-ho, dubto que a algú li agradi Wanda i simpatitzi amb ella. A ningú li agrada una víctima."
La pel·lícula és una de les preferides de l'actriu Isabelle Huppert, que va defensar el seu llançament en DVD a França el 2004. La pel·lícula també ha estat citada com a preferida pel cineasta John Waters, que el va presentar com la seva selecció anual dins el Festival de Cinema de Maryland de 2012.
La pel·lícula va ser restaurada per l'UCLA Film & Television Archive amb finançament proporcionat per The Film Foundation i Gucci, i es va projectar a la 67a Mostra Internacional de Cinema de Venècia. La pel·lícula té un 92% d'aprovació a Rotten Tomatoes, basada en 36 ressenyes.
En una revisió retrospectiva, Justin Chang del Los Angeles Times va escriure: "Dir que Wanda desglamoritza la pel·lícula criminal estatunidenca és a la vegada del tot exacte i una mica d'eufemisme. La primera i única pel·lícula de Loden com a directora és un estudi de personatges molt honest i l'estètica irregular i sense vernís de la qual, inspirada en part en Al final de l'escapada de Jean-Luc Godard i les pel·lícules d’Andy Warhol—oposava un fort contrast amb l'esmaltada tradició dramàtica de Hollywood representada per, entre d'altres, el marit de Loden, el director Elia Kazan."
El 2022, la pel·lícula va aparèixer a l'enquesta de crítica de Sight and Sound per a les 100 millors pel·lícules de tots els temps, empatada al número 48.

## Premis i honors
| Any  | Institució/Premi                            | Categoria                    | Resultat  | Ref.   |
| ---- | ------------------------------------------- | ---------------------------- | --------- | ------ |
| 1970 | Festival Internacional de Cinema de Venècia | Millor pel·lícula estrangera | Guanyador | [ 34 ] |